# Acer acuminatum
Acer acuminatum — вид квіткових рослин із роду клен (Acer).

## Морфологічна характеристика
Це листопадне дерево від невеликого до середнього розміру, багатостовбурне, до 10 м заввишки, дводомне. Гілочки голі, часто червонуваті, гладкі. Листки 5–12 см в поперечнику, 3–5-лопатеві, (прикореневі частки дрібні або відсутні), частки хвостато-загострені, краї різко зазубрені; листкові ніжки 5–10 см завдовжки, тонкі, запушені, часто червонуваті. Суцвіття китицеподібне. Квітки зеленуваті, 4-членні, діаметром 5 мм, зеленуваті. Чашолистків 4, довгастих, 3–4 мм завдовжки. Пелюсток 4, яйцеподібні, коротші за чашолистки. Тичинок 4–6. Крилатки голі, 2–3 см завдовжки, часто червонуваті в молодості; горіхи морщинисті. Період цвітіння: березень і квітень; період плодоношення: вересень.

## Середовище проживання
Країни проживання: Китай (Тибет), Індія (Джамму-Кашмір), Непал, Пакистан. Цей вид зростає в змішаних лісах помірного поясу.

## Використання
Листя використовують як замінник чаю. Деревина — компактна, в міру тверда. Використовується рідко.

## Синоніми
Синоніми:
- Acer pectinatum Wall. ex G.Nicholson